# Heartbreakers
Gli Heartbreakers sono un gruppo punk rock formato nel 1975 a New York dal chitarrista Johnny Thunders.

## Storia
Gli Heartbreakers, conosciuti anche come Johnny Thunders & The Heartbreakers, nacquero nel 1975 per iniziativa del cantante e chitarrista Johnny Thunders e del batterista Jerry Nolan, provenienti dai New York Dolls, con la complicità del bassista Richard Hell (già nei Neon Boys e fondatore dei Television) e dopo qualche mese del secondo chitarrista Walter Lure.
Hell se ne andò dal gruppo nel 1976 venendo rimpiazzato da Billy Rath. Gli Heartbreakers guadagnarono pochi consensi e per trovare un contratto discografico furono costretti ad emigrare in Inghilterra. La loro carriera durò solamente tre anni, abbastanza, per comporre uno dei più famosi inni punk, Born to Lose, un enunciato veritiero, e confezionare un album Rock & roll aspro, secco e diretto cui il tempo regalerà la qualifica di "classico". L'album in questione, L.A.M.F. (titolo oltraggioso: Like a Mother Fucker) possiede un suono privo di orpelli per dodici brani non troppo violenti ma dotati di grande forza d'impatto, specie per quanto concerne Born to Lose, Chinese Rocks (scritta da Dee Dee Ramone dei Ramones), One Track Mind, Pirate Love, I Wanna Be Loved e Get Off the Phone, tutte a metà strada tra New York Dolls e Ramones. Il disco è uscito nel 1977 sotto l'etichetta Track Records.
Tra gli altri album si ricordano Live at Max's Kansas City '79 (1979), un album live registrato da Johnny Thunders, Walter Lure e Billy Rath riuniti dopo lo scioglimento del gruppo insieme a Ty Styx alla batteria, durante alcune esibizioni newyorkesi. Unico neo dell'album, l'inspiegabile mancanza di Born to Lose. What Goes Around (1991) è invece una raccolta delle canzoni degli Heartbreakers nel cui organico figurava ancora Richard Hell, fissate su CD. Presenti alcuni brani scritti dallo stesso Hell, Love Comes in Spurts e Blank Generation.

## Formazione
- Johnny Thunders - voce, chitarra
- Walter Lure - chitarra, voce
- Billy Rath - basso
- Richard Hell - basso
- Jerry Nolan - batteria

## Discografia
- 1977 - L.A.M.F. (Track Records)
- 1979 - Live at Max's Kansas City '79 (Beggar's Banquet)
- 1982 - D.T.K. Live At The Speakeasy (Jungle)
- 1984 - L.A.M.F. Revisited (Jungle)
- 1985 - Live at the Lyceum Ballroom 1984 (Jungle)
- 1991 - Live at Mothers (Fanclub)
- 1991 - What Goes Around (Bomp!)
- 1992 - Vive La Révolution (Live In Paris - Le Bataclan - December 8th 1977) (Skydog)
- 1994 - L.A.M.F. The Lost '77 Mixes (Jungle)
- 2002 - Thunderstorm in Detroit (Live at the Silverbird 21/12/80) (Captain Trip Records)
- 2005 - Down to Kill (Jungle)
- 2015 - L.A.M.F. live at the village gate 1977